# 봉산탈춤
봉산 탈춤은 황해도 봉산군에 전승되던 탈춤으로, 19세기말 이래로 해서(海西) 탈춤의 대표적인 놀이다. 국가무형문화재 제17호로 지정되어 있으며 타령 장단이 사용된다. 우리나라를 대표하는 탈춤이기도 하며 말뚝이, 샌님, 서방님, 도련님, 취발이 등의 탈을 쓰고 하며 익살과 웃음을 유발하며 현실을 풍자한다. 그 근원은 산대도감 계통극의 해서탈춤에 두고 있으며, 지방 관아의 이속이 대대로 탈춤의 연행자로 참여하였다.
봉산은 황주, 평산과 함께 《팔역지(八域誌)》의 소위 남북직로상(南北直路上)의 주요한 장터의 하나로 탈춤공연의 경제적 여건이 갖추어져 있었다. 봉산탈춤은 다른 지방의 탈놀이에서 끊임없이 영향을 받아드리지 않으면서
개량하였고 명수들의 배역과 뛰어난 연기로 주위에 명성을 떨쳤고 19세기 말 20세기초에 걸쳐 강령탈춤과 함께 황해도 탈놀이의 최고봉을 이루었다.

## 탈춤 내용
중요무형문화재 제17호. 탈춤이란 한 사람 또는 여러 사람이 가면으로 얼굴이나 머리 전체를 가리고 다른 인물, 동물 또는 초자연적 존재(신) 등으로 분장한 후 음악에 맞추어 춤과 대사로써 연극하는 것을 말한다.
탈춤은 조선 전기까지 각 지방에서 행해지던 가면놀이이다. 17세기 중엽에 이르러 궁중의 관장하에 “산대”라 불리는 무대에서 공연되던 산대도감극(山臺都監劇)의 형태로, 인종 12년(1634)에 궁중에서 상연이 폐지되자 민중에게 유입되어 전국으로 전파되었다. 봉산탈춤은 약 200년전부터 매년 단오와 하지날 밤에 행해졌다.
놀이는 4상좌춤ㆍ8목중춤ㆍ사당춤ㆍ노장춤ㆍ사자춤ㆍ양반춤ㆍ미얄춤의 7과장으로 구성되어 있다. 놀이에 앞서 가면과 의상을 갖추고 음악을 울리면서 공연장소까지 행렬하는 길놀이와 제사를 지낸다. 등장인물은 상좌ㆍ목중ㆍ거사ㆍ사당ㆍ노장ㆍ신장수ㆍ원숭이ㆍ취발이ㆍ샌님ㆍ서방님ㆍ종가집 도련님ㆍ말뚝이ㆍ영감ㆍ미얄ㆍ남강노인ㆍ무당ㆍ사자 등 모두 36명이며, 탈은 27개가 사용된다.
서민들의 가난한 삶과 양반에 대한 풍자, 파계승에 대한 풍자, 그리고 일부다처제로 인한 남성의 여성에 대한 횡포를 보여준다. 피리ㆍ젓대ㆍ해금ㆍ북ㆍ장구 등으로 구성된 삼현육각으로 연주하는 염불과 타령ㆍ굿거리곡에 맞추어 추는 춤이 주가 되며, 다른 가면극에 비해 중국 한시구절의 인용과 모방이 많은 것이 특징이다. 봉산탈춤은 해서, 즉 황해도 전역에 걸쳐 분포되어 온 해서탈춤 가운데 가장 잘 알려진 탈춤으로, 다른 탈춤에 비해 춤사위가 활발하며 경쾌하게 휘뿌리는 장삼 소매와 한삼의 움직임이 화려하게 펼쳐진다. (문화재청)
[출처] 봉산탈춤|작성자 틀

## 발전
봉산탈춤의 중흥자는 약 2백여 년 전 봉산의 이속(吏屬)이었던 안초목(安草木)으로 그는 나무탈을 종이탈로 바꾸는 등 많은 개혁을 하였다. 그 후 이속들이 주로 봉산탈춤 놀이를 하게 되면서 해서지방의 대표적인 탈춤으로 알려지게 되었다.
봉산탈춤은 연중행사의 하나로 5월 단오날 밤 모닥불을 피워놓고 연희되며 새벽까지 계속된다. 단오절은 남부지방의 추석과 맞먹는 중부 이북 지방의 명절로서, 이때는 시기적으로 보아 곡식의 씨앗을 뿌리고 난 직후로 모내기할 때까지의 망중한(忙中閑)의 시기이기도 하여 벽사와 기년(祈年)의 행사, 나아가서는 하지의 축제를 베풀기에 알맞은 때이다. 산대놀이가 비교적 전업화(專業化)된 놀이로서 보다 많이 관(官)의 행사와 관련되어 왔음에 비하여, 봉산탈춤을 비롯한 황해도 탈춤은 주로 농민과 장거리의 상인들을 상대로 한 놀이였다. 그러나 역시 고을 원님의 생일이나 부임날과 같은 관아의 경사와 중국사신을 영접하는 놀이로서 연희되었다.
1915년경 행정기관이 사리원(沙里院)으로 옮겨지자 이 놀이도 사리원으로 옮겨져 경암루 앞 광장에서 놀게 되었다.

## 연출
봉산탈춤의 연출형식은 피리·젓대(대금)·북·장구·해금으로 구성된 이른바 삼현육각(三弦六角：꽹과리와 징을 추가)으로 연주되는 염불·타령·굿거리곡 등에 맞추어 춤이 주가 되고, 여기에 몸짓(mime)과 동작(科：action)과 재담(才談：白, dialogue)과 노래가 따르는 가면무극으로, 크게 보아 가무적 부분과 연극(희곡)적 부분으로 구성된다.
봉산 탈춤은 전문적인 탈꾼들이나 신명이 좋은 마을 사람들이 장터나 광장에서 연희하는데 길놀이부터 뒤풀이에 이르기까지 전 과장을 서른여섯 가지 배역으로 연기한다. 그 내용으로 보아 크게 일곱 과장으로 나누어지는데, 각 과장의 구분은 그리 엄격하지 않다. 그리고 각 과장도 주제별로 된 몇 개의 이야기가 나열되어 한 테두리 속에 들어 있다.

## 구성
봉산탈춤의 과장(科場)은 크게 7과장으로 나누어 1과장 사상좌춤(四上佐舞), 2과장 팔목중춤(八目僧舞), 3과장 사당춤(社堂舞), 4과장 노장춤(신장수 놀음·취발이놀음 포함), 5과장 사자춤, 6과장 양반춤, 7과장 미얄춤 등으로 구성된다. 이 중에서 팔목중춤·사당춤·사자춤 과장이 양주산대놀이와 다르다. 봉산탈춤은 결국 목중·노장·양반 및 미얄의 독립된 네 개의 놀이에 사당춤·사자춤·원숭이 놀이가 곁들여 전체를 구성하고 있다. 그러나 일반적으로 봉산탈춤은 양주 산대놀이와 동일한 산대도감의 한 분파라고 할 수 있다.
봉산탈춤의 내용은 7마당 5거리로 되어 있다. 제1은 사상좌(四上佐) 춤마당으로 사방신(四方神)에 배례하는 의식무(儀式舞) 장면이며, 제2는 팔먹중마당으로 첫째 거리는 팔먹중 춤놀이이며 둘째 거리는 법구놀이이며, 제3은 사당춤마당으로 사당(社堂)과 거사(居士)들이 흥겨운 노래를 주고받는 장면이며, 제4는 노장(老長)춤 마당으로 첫째거리는 노장 춤 놀이로 노장이 소무의 유혹에 빠져 파계하는 장면이며, 둘째거리는 신장사 춤 놀이로 신장사가 노장에게 신을 뺏기는 장면이며 셋째거리는 취발이 춤 놀이로 취발이가 노장으로부터 소무를 빼앗고 살림을 차리는 장면인데 여기서 모의적인 성행위와 출산은 풍요제의적(豊饒祭儀的) 성격을 띠고 있으며 제5는 사자춤마당으로 사자로 하여 노장을 파계시키고 파계승들인 먹중들을 징계하는 장면이며 제6은 양반춤마당으로 양반집 머슴인 말뚝이가 양반형제들을 희롱하는 장면이며 제7은 미얄춤마당으로 영감과 미얄할멈과 영감의 첩덜미리집과의 삼각관계를 그리다가 영감에게 맞아 죽은 미얄할멈의 원혼을 달래는 무당굿으로 끝난다.
봉산탈춤에 사용되는 탈은 팔먹중ㆍ노장ㆍ취발이탈과 같은 귀면형(鬼面型)의 이른바 목탈이 주요한 배역을 맡고 있다. 먹중의 기본 의상은 화려한 더거리에 붉고 푸른 띠를 매며 소매에는 흰 한삼을 달았고 다리에는 행전을 치고 웃대님을 맨다. 먹중춤은 한삼소매를 휘어잡고 뿌리거나 또는 경쾌하게 흩뿌리면서 두 팔을 빠른 사위로 굽혔다 폈다하는 동작의 이른바 '깨끼춤'이 기본이 되는 건무(健舞)이다.
등장하는 배역 수는 34명이 되나 겸용하는 탈이 있으므로 실제로 사용되는 가면 수는 26개가 되며 상좌4개, 먹중〔墨僧, 目僧〕 8개, 거사 6개, 사당, 소무(小巫), 노장〔僧〕 신장수〔鞋商〕, 원숭이, 취발이(醉發), 맏양반(샌님), 둘째양반(서방님), 셋째양반(종가집 도련님), 말뚝이, 영감, 미얄, 덜머리집(용산삼개), 남강노인(南江老人), 무당, 사자 등이다.

## 봉산탈춤의 가면

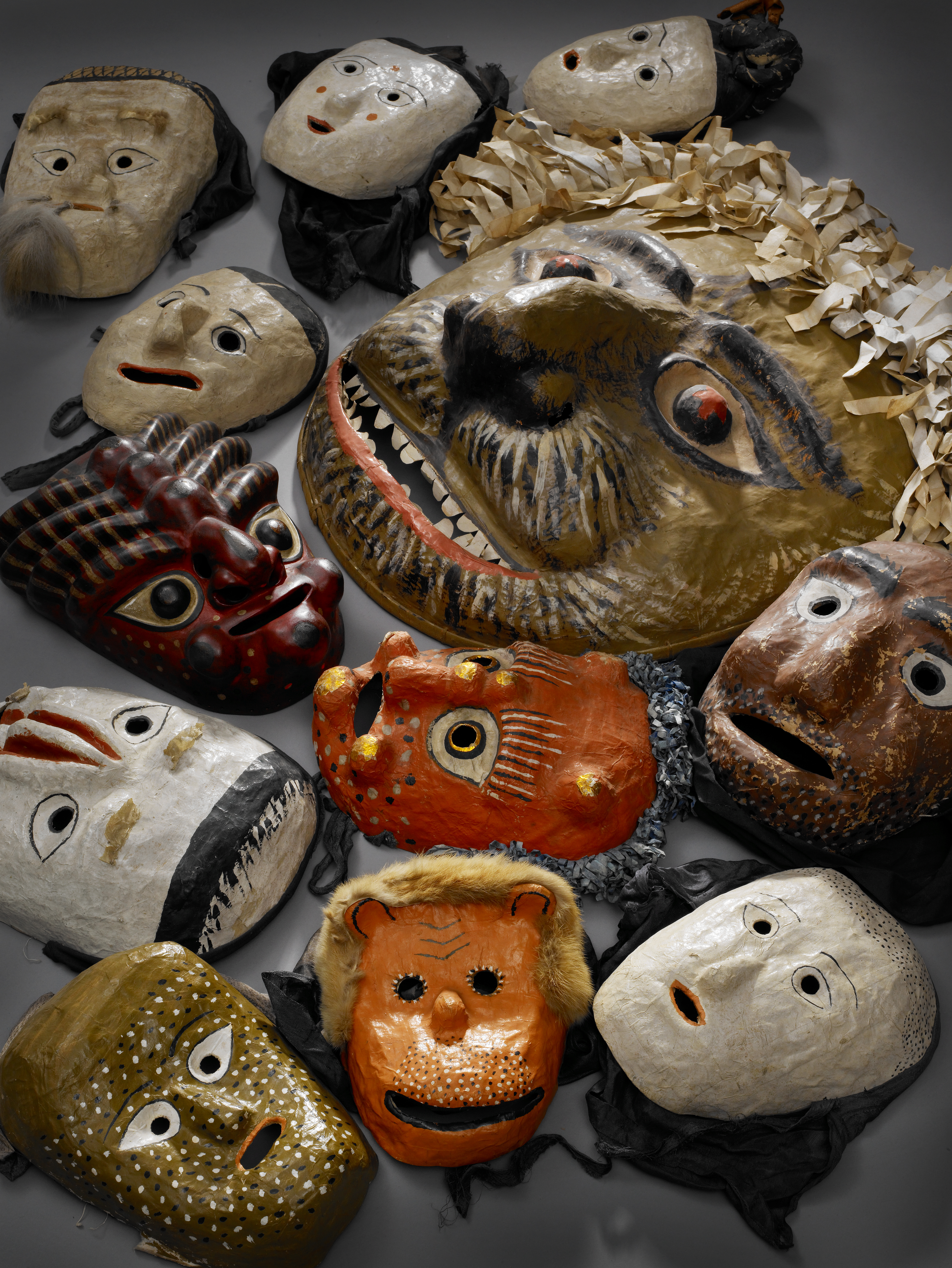
봉산탈춤에 사용되는 탈 (국립민속박물관)

사용된 가면은 상좌(上佐) 4개, 목중(墨僧, 目僧) 8개, 거사(居士) 6개, 사당(社堂) 1개, 소무(小巫) 1개, 노장(승)(老長<僧>) 1개, 신장수(鞋商) 1개, 원숭이 1개, 취발(醉發) 1개, 맏양반(兩班) 1개, 둘째 양반 1개, 셋째 양반 1개, 말뚝이 1개, 영감 1개, 미얄 1개, 덜머리집 1개이다.
- 상좌

4개가 등장하지만 모양은 같다. 흙을 빚어 만든 철형(凸型)의 가면틀 위에 종이(韓紙)를 여러 겹 붙여 만든 다음 떼내어(모형의 흙을 파내고) 먹과 채색으로 눈•눈썹•코•입 등을 그린다. 흰 바탕에 묵선으로 머리•눈썹•눈 가장자리를 그렸으며 입술은 붉게 칠했다. 눈과 입은 뚫렸으며 코는 막혔다. 귀는 달리지 않았으며, 흰 탈보를 달았다. 높이 25.2cm, 너비 16cm이며, 등장할 때의 의상은 흰 장삼을 입고 그 위에 붉은 가사를 걸치고 소매 끝에 긴 한삼을 단다. 남색 치마를 입고 머리에는 흰 고깔을 썼으며 발에는 흰 버선과 흰 고무신을 신었다(원래는 날이 고운 미투리를 신는다).
- 목중

묵승(墨僧)•목승(目僧)이라고도 하며 8개가 있는데 모두 종이로 만들었다. 첫째 목중은 주황색 바탕이며, 안면 하반부에 흑색 반점을 무수히 찍었고, 이마에 뿔과 같은 혹 2개와, 미간에 2개, 양 볼 아래에 2개, 아래 턱에 1개 등 모두 7개의 혹이 있고 혹 위에는 금종이를 발랐다. 이마의 혹은 귀면(鬼面)의 뿔을 연상하게 한다. 눈썹은 흑백선으로 표시하였고 검은 두 눈동자는 튀어 나왔으며, 가장자리에는 금색, 그 다음으론 검은 색, 그 아래로는 흰색으로 눈자위를 나타내고 검은 테를 둘렀다. 입은 열리고 코는 막혔다. 얼굴 둘레에는 검은 종이로 머리카락처럼 선을 쳤고 검은 탈보를 달았다. 높이 29cm, 너비 21cm이며 놀이 때에는 저고리와 잠방이 위에 장삼을 입고, 그 위에 더거리를 입는다. 장삼을 입지 않고 더거리(上衣)만 입는 경우에는 팔 끝에 긴(약 1m 정도) 한삼을 단다. 첫목중은 한삼이 달린 붉은 원동에 남색 소매를 달고 소매 끝에 끝동을 단 화려한 더거리를 입고(보통 다른 목중의 더거리보다 크다) 큰 방울을 무릎에 달았으며 버드나무 가지를 허리에 단다. 그 밖의 다른 목중들은 첫째 목중에 비해 크기와 모양이 약간씩 다르나 대동소이하며 놀이할 때의 복색은 둘째, 일곱째, 여덟째 목중의 경우 차이가 난다.
- 거사

6개인데 홀아비 거사가 포함된다. 목중탈을 공용하며, 홀아비 거사는 가마니나 거적을 말아서 둘러멘다.
- 사당

소무탈을 공용하며 흰 저고리와 푸른 치마를 입는다.
- 소무

종이로 만들었으며 흰 바탕에 묵선으로 머리를 그려 가르마를 탔고 눈썹•눈 가장자리를 그렸다. 연지•곤지를 찍었고, 입술은 붉게 칠했으며 눈과 입은 뚫렸다. 높이 23.5cm, 너비 15.5cm이며 한삼 달린 화려한 색동저고리에 붉은 치마(원래는 綠衣紅裳)를 입고 큰 비녀에 족두리(花冠)를 쓴다.
- 노장(승)

종이로 만들었으며 검푸른 바탕에 흰 점과 금색 점을 눈 아래 얼굴 전면에 찍었고, 흰색으로 눈썹을 표시하고 눈은 금종이와 검은 선을 둘렀으며 백색으로 흰 눈자위를 나타내고 내민 입술은 붉다. 미간에 2개, 볼에 2개, 아래턱에 3개의 혹을 만들고 금종이를 발랐다. 높이 28cm, 너비 20cm이며 약간 푸른빛이 나는 회색 장삼에 붉은 가사(袈裟), 백팔염주를 걸고 송낙을 썼으며 왼손에는 부채, 오른손엔 육환장을 든다.
- 신장수

종이로 만들었고 연한 살색 바탕에 눈썹과 수염을 그렸으며 흰색으로 눈의 흰자위를 나타냈다. 입술은 붉게 칠하고 입을 뚫었다. 높이 26cm, 너비 17cm이며 검은 더거리에 흰바지, 신짐을 졌다. 신짐 속에 원숭이가 들었다(목중탈을 겸용하기도 한다).
- 원숭이

종이로 만들었고 붉은 얼굴바탕에 코 밑에는 흰 점을 무수히 찍었고, 눈은 뚫렸으며 흰 테와 검은 선을 두르고 머리 가장자리에 모피로 선을 둘렀다. 높이 21cm, 너비 16.5cm, 아래 위엔 홍색 옷을 입는다.
- 취발이

종이로 만들었으며 목중과 같은 제작법이나 얼굴 길이가 가장 길고 크다. 노총각의 백발을 표시한다 하여 머리 위에 흰 털과 속인(俗人)인 노총각역이라 하여 이마 위에 쇠꼬리로 만든 누른 털(상투)이 풀어져 드리워진다. 높이 34cm, 너비 25cm이며 붉은 원동에 녹색 소매를 단 더거리와 붉은 바지를 입고 손에는 버들가지를 들고 무릎에 방울을 달고 나온다. 가슴과 등에 황색 놋쇠로 만든 광못을 달거나 또는 금박을 둥글게 오려 붙인다.
- 맏양반

샌님이라고도 부른다. 종이로 만들었으며 흰 바탕에 따로 흰 털 수염과 흰 털 눈썹을 달고 콧등(또는 코밑)에 두 줄로 홈처럼 팬 상처가 입술까지 연결되었으며, 상처에는 붉은 칠을 하였다. 머리엔 묵선으로 망건을 그렸고 눈은 도드라지게 만들어 끝에 금종이를 발랐으며 뚫려 있다. 높이 23cm, 너비 16cm이고 놀이 때는 흰 도포(흰장삼을 입는 것이 오랜 관례라 한다)와 흰 바지, 흰 행전을 쳤고 왼손에는 흰 부채, 오른손에는 지팡이, 정자관을 썼다.
- 둘째 양반

서방님이라고 부른다. 종이로 만들었으며 모양새는 맏양반과 같으나 콧등에서부터 입까지 한 줄로 째졌다. 높이 24.5cm, 너비 17cm이며 놀이복색은 맏양반과 같다.
- 셋째 양반

종가집 도련님이라고 한다. 종이로 만들었으며 연분홍 살색 바탕에 검은 머리를 그려 가리마를 탔고 눈썹은 검고 입술은 붉다. 입이 왼쪽으로 비뚤어졌으며 눈을 뚫었다. 높이 24cm, 너비 17cm이며 놀이복색은 도령복 한 벌인데 흰 옷에 푸른 쾌자와 검은 복건, 행전을 치고 부채를 들었다.
- 말뚝이

종이로 만들었으며 황갈색 바탕에 검은 눈썹을 그리고 눈은 뚫렸으며 흰자위를 그렸고 입가 전체에 흰 점을 찍어 수염을 나타냈다. 높이 25cm, 너비 17cm이며, 놀이복색은 검은 더거리에 흰 바지와 행전을 치고 웃대님을 맨다(혹은 팔목의 복색과 같이 한다). 채찍을 들고 전립(戰笠：패랭이)을 썼다.
- 영감

종이로 만들었으며 흰 합죽이 얼굴에 난간이마로 내밀고 개털로 만든 흰수염, 흰 털 눈썹을 달고 눈은 금테를 두르고 뚫려있다. 높이 28.9cm, 너비 18cm이며 놀이 복색은 흰 도포(장삼)와 바지, 행전을 치고 개가죽관을 썼다.
- 미얄

종이로 만들었고 검은 바탕이며 얼굴 전면에 흰 점과 붉은 점을 찍었다. 산대의 미얄 가면과 비슷한 수법이다. 난간이마에 조개턱, 우묵눈이다. 눈은 뚫렸으며 흰자위 속에 금테를 둘렀다. 입술은 붉다. 높이 25cm, 너비 16cm이며, 놀이 복색은 흰 치마와 저고리•부채•방울을 들었고, 이마에는 붉은 수건을 둘렀다.
- 덜머리집

용산삼개라고도 한다. 종이로 만들었고 흰색 바탕에 머리와 눈썹을 먹선으로 그리고 눈은 뚫렸으며 입술은 붉다. 틀어올린 머리에는 붉은 댕기를 달았다. 높이 24cm, 너비 15cm이며 놀이복색은 노란 저고리에 붉은 치마이다.

## 봉산탈춤사위
봉산탈춤사위는 대부분 배역의 이름에 춤사위를 붙이고 있는 것이 양주의 것과 다르나, 춤의 활달한 멋은 한국가면극 덧보기춤의 제1이라고 볼 수 있는 팔먹중들의 사위춤(한삼춤)이 장관이다. 요철이 심한 탈과 남(藍)·주(朱)·금(金)색의 조화로 화려한 의상과 함께 뛰는 도무(跳舞)가 으뜸으로 북방계의 영향을 많이 받아 무폭(舞幅)이 큰 것이 특징이다.
춤사위는 팔먹중의 춤집이 큰 외사위ㆍ곱(겹)사위ㆍ양사위ㆍ만사위와 취발이의 깨끼춤, 말뚝이의 두어춤, 미얄의 궁둥이춤과 까치걸음, 팔먹의 뭇등춤 등이며 불림에 따라 장단을 정하고 춤을 춘다. 특히 팔먹춤은 귀면형의 탈과 함께 둘째목이 등장하여 첫째목을 때려서 쫓는 식으로 차례로 반복하는 형식은 벽사무(辟邪舞)의 모습을 남긴 것으로 보인다.

### 사위춤
탈춤의 장단은 주로 타령이고 타령춤이 곧 사위춤인데 이 사위춤은 도무(발의 뜀)+한산춤(손의 휘둘림)을 말하는 것이다. 이 춤은 사상좌(四上佐)와 팔먹중·취발이만이 추는 춤으로 한삼의 휘둘려짐은 그 강력한 탈과 함께 성난 무사의 검무(劍舞)와 같으며, 사악귀신(邪惡鬼神)을 쫓아 베어버리는 구나적(驅儺的)인 성격을 띠고 있다.
사위춤에는 다음과 같은 종류가 있다.
- 외사위
- 곱사위
- 양사위
- 만사위
- 걸음사위
- 등장사위
- 발사위
- 돌림사위

### 팔먹중춤
팔먹중춤은 하나하나마다 춤이 짜여져 있어 무용성이 강하며, 저마다 개성적인 춤이 끝나면 빠른 타령장단의 사위춤으로 바뀌는 것이 공통적이다.
팔먹중춤에는 다음과 같은 것이 있다.

### 1. 사상좌춤
이 춤은 사방신고사무(四方神告祀舞)의 의식무(儀式舞)로서, 주로 팔을 벌렸다가 긴 한삼을 사방에 휘날리며 앞으로 뿌렸다 감고 풀면서 사방으로 풀어져 맞춤을 하는데, 그 진행이 마치 오방처용무(五方處容舞)의 구나무(驅儺舞)의 진행과 흡사하다.

### 2. 사자춤
두 사람이 사자가면 속에 들어가 하나는 앞머리에서, 다른 하나는 뒷머리를 잡고 첫 번째는 굿거리장단에서부터 시작하고 두 번째는 타령장단에 맞추어 춘다.

### 3. 몸짓춤
춤이라기보다 일종의 마임 댄스(mime dance)로 춤과 연기를 함께 한다. 몸짓춤에는 노장춤, 말뚝이춤(두어춤), 취발이춤(깨끼춤), 미얄춤(궁둥이춤) 등이 있다.

## 봉산탈춤의 기능보유자
산대계(山臺系) 탈놀이의 해서형(海西型) 중의 하나인 봉산탈춤은 1945년 8·15광복 이후 월남한 몇 사람의 연희자들에 의하여 전해지다가 1967년 6월 국가무형문화재 제17호로 지정되었다. 월남한 연희자 중에서 이 놀이의 재현을 위하여 힘써 온 김진옥(金辰玉)이 1969년 사망함으로써 한동안 그 전수가 위기에 처했었으나, 한국가면극연구회의 노력으로 현재는 전수사업을 활발히 펴고 있다.
기능보유자는 다음과 같다.
- 이근성(李根成, 1895년생, 목중, 취바리, 사자)
- 양소운(梁蘇云, 1924년생, 사당, 미얄, 무당)
- 김용익(金龍益, 1902년생, 목중, 사자, 마부, 거사)
- 윤옥(尹玉, 1925년생, 상좌무, 돌머리집, 목중)

## 관련 문헌
- 봉산탈춤 전경욱| 현암사| 2004.09.20 | 135p | ISBN : 8932312567
- 봉산탈춤-참 좋은 우리 고전 3 김지일| 두산동아| 2006.08.05 | 115p | ISBN : 8900215434

## 참고 자료
- 봉산탈춤 - 국가유산청 국가유산포털
- 이 문서에는 다음커뮤니케이션(현 카카오)에서 GFDL 또는 CC-SA 라이선스로 배포한 글로벌 세계대백과사전의 내용을 기초로 작성된 글이 포함되어 있습니다.
- 본 문서에는 서울특별시에서 지식공유 프로젝트를 통해 퍼블릭 도메인으로 공개한 저작물을 기초로 작성된 내용이 포함되어 있습니다.
- 이 문서에는 국립민속박물관에서 공공누리 제1유형으로 배포된 자료를 바탕으로 한 내용이 포함되어 있습니다.